# Щурец (вестник)
„Щурец“ (изписване до 1945 година: Щурецъ) е български хумористичен вестник. Излиза всяка събота в периода 1932 – 1944 г. в София. Редактор и издател е Фра Дяволо, творчески псевдоним на Райко Алексиев.

## Сътрудници
През годините сътрудници на вестник „Щурец“ са Елин Пелин, Добри Немиров, Константин Петканов, Стилиян Чилингиров, Ангел Каралийчев, Георги Райчев, Ст. Л. Костов, Димитър Подвързачов, Тома Измирлиев, както и художниците Илия Бешков, Христо Бръзицов, Стоян Венев.